# (21287) Santa-Lucia
(21287) Santa-Lucia est un astéroïde de la ceinture principale découvert en 1996.

## Description
(21287) Santa-Lucia a été découvert le 31 octobre 1996 à l'observatoire astronomique Santa Lucia de Stroncone, dans la ville de Stroncone, en Italie, par Antonio Vagnozzi.

### Caractéristiques orbitales
L'orbite de cet astéroïde est caractérisée par un demi-grand axe de 2,21 UA, un périhélie de 2,02 UA, une excentricité de 0,09 et une inclinaison de 1,53° par rapport à l'écliptique. Du fait de ces caractéristiques, à savoir un demi-grand axe compris entre 2 et 3,2 UA et un périhélie supérieur à 1,666 UA, il est classé, selon la JPL Small-Body Database, comme objet de la ceinture principale.

### Caractéristiques physiques
(21287) 1996 UU3 a une magnitude absolue (H) de 16,2 et un albédo estimé à 0,308.